# Robert Hart (Musiker)

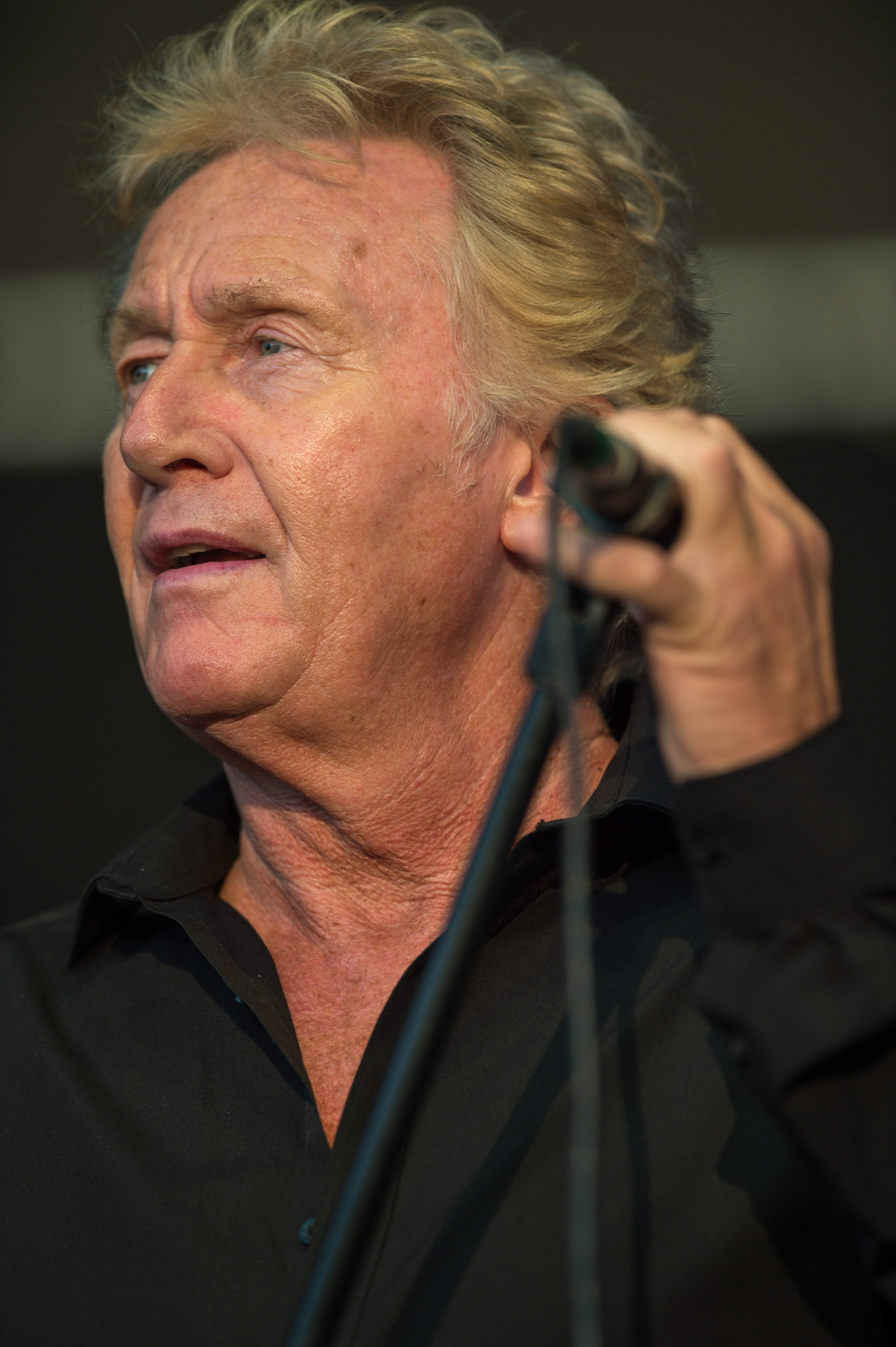
Robert Hart, 2016

Robert Hart (* 1. November 1958 in Bournemouth) ist ein britischer Rockmusiker und Songwriter. Er ist derzeit der Sänger der Manfred Mann’s Earth Band und der Band Diesel. Außerdem hat er als Solist in den Bands The Distance, Company of Snakes und Bad Company gearbeitet und war Mitglied der Jones-Gang, eine Rockgruppe, die von Hart, Rick Wills und Kenney Jones gegründet wurde.
Nun tritt er sowohl als Solokünstler als auch mit seiner eigenen Band XBad Company, mit Dave Colwell und Garry James auf. Er war der erste englische Songwriter der bei Hollywood Records einen Vertrag erhielt. Er schrieb mehrere Nummer-eins-Hits und eine Reihe von Liedern für Film-Soundtracks, während er bei Roy Orbison’s Still Working Music, Disneys Hollywood Records und Island Records  unter Vertrag war.

## Diskografie

### Soloalben
- Cries And Whispers (1989)
- Robert Hart (1992)
- Boys on the Corner (1992)
- Fooled Around And Fell in Love (1993)
- Heart and Soul (1994)
- A Little Love Is Overdue (1999)
- Angel (2005)
- We Will Remember Them (2009)
- We Aint Going Home Empty Handed (World Cup Song) (2009)
- Pure (2020)[1]

### Mitwirkungen an Alben
- Under The One Sky (1989) (The Distance)
- Company of Strangers (1995) (Bad Company)
- Stories Told & Untold (1996) (Bad Company)
- Live at Hampshire Beach Ballroom (1999) (Bad Company)
- All About the Children (All Star Charity Band 2002)
- Any Day Now (2005) (The Jones Gang)
- Endangered Species – Tony Ashton and Friends live at the Abbey Road (2009) (Company of Snakes)
- Into the Fire (2014) (Diesel)
- Lone Arranger (2014) (Manfred Mann)

### Film-Soundtracks
- The Burglar (1987)
- Ritchie Rich (1998) He also performed in this film as a mad drummer.
- My Sister's Keeper (2009)